# Resolució 2222 del Consell de Seguretat de les Nacions Unides
La Resolució 2222 del Consell de Seguretat de les Nacions Unides fou adoptada per unanimitat el 27 de maig de 2015. El Consell va condemnar el creixent nombre d'atacs contra els periodistes que treballaven en zones de conflicte, especialment per grups terroristes. Com que són civils, les parts en conflicte han de protegir-los d'acord amb el dret internacional.

## Contingut
Sovint, els periodistes corrien el risc de ser intimidats, fustigats o atacats si feien el seu treball enmig d'un conflicte armat. En virtut del dret internacional humanitari, les parts en un conflicte havien de prendre les mesures necessàries per protegir la població civil; també apel·laven a la llibertat d'expressió recollint informació enmig del conflicte. A més, més del 90% d'aquests crims quedaven impunes, i aquesta impunitat contribuïa al problema.
Tanmateix, els mitjans de comunicació podrien tenir un paper important a l'hora de protegir la població de les zones de conflicte, avisant des del començament de situacions que podrien provocar genocidi, neteja ètnica i crims de guerra. Els mitjans de comunicació lliures, independents i imparcials també són fonamentals per a una societat democràtica.
Els periodistes també eren amenaçats cada vegada més pels grups terroristes que els mataven o segrestaven per demanar rescat o rèdits polítics. El 2014, 61 periodistes van ser assassinats i 221 van ser detinguts. El Consell de Seguretat es va comprometre a alliberar periodistes segrestats sense cedir a les demandes.